# Saint-Androny
Saint-Androny ist eine französische Gemeinde mit 582 Einwohnern (Stand: 1. Januar 2022) im Département Gironde in der Region Nouvelle-Aquitaine. Die Gemeinde gehört zum Arrondissement Blaye und zum Kanton L’Estuaire. Die Einwohner werden Saint-Andronysiens genannt.

## Geographie
Saint-Androny liegt am Ästuar der Gironde, etwa 39 Kilometer nördlich von Bordeaux. Zum Gemeindegebiet gehört auch die drei Kilometer lange Flussinsel Île de Patiras. Umgeben wird Saint-Androny von den Nachbargemeinden Braud-et-Saint-Louis im Norden, Anglade im Norden und Nordosten, Eyrans im Osten, Fours im Südosten und Süden, Saint-Genès-de-Blaye im Süden (mit der Île Bouchaud), Saint-Julien-Beychevelle im Südwesten sowie Pauillac im Westen (auf der anderen Seite des Ästuars).

## Bevölkerungsentwicklung
| Jahr                       | 1962 | 1968 | 1975 | 1982 | 1990 | 1999 | 2011 | 2020 |
| Einwohner                  | 587  | 562  | 442  | 584  | 547  | 566  | 564  | 556  |
| Quellen: Cassini und INSEE |      |      |      |      |      |      |      |      |

## Sehenswürdigkeiten
- Kirche Saint-Androny, weitgehend aus dem 19. Jahrhundert
- Leuchtturm von Patiras

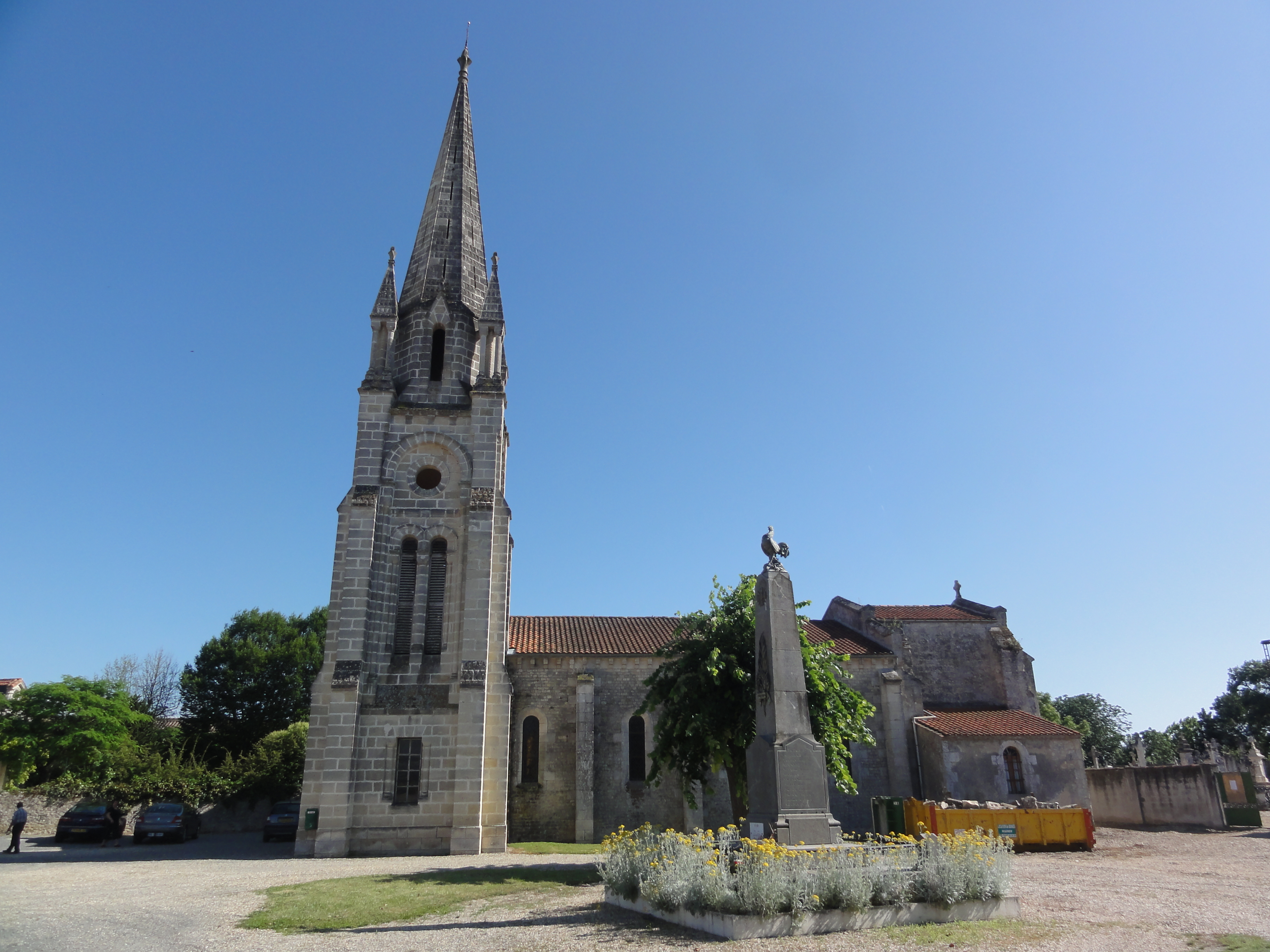
Kirche Saint-Androny
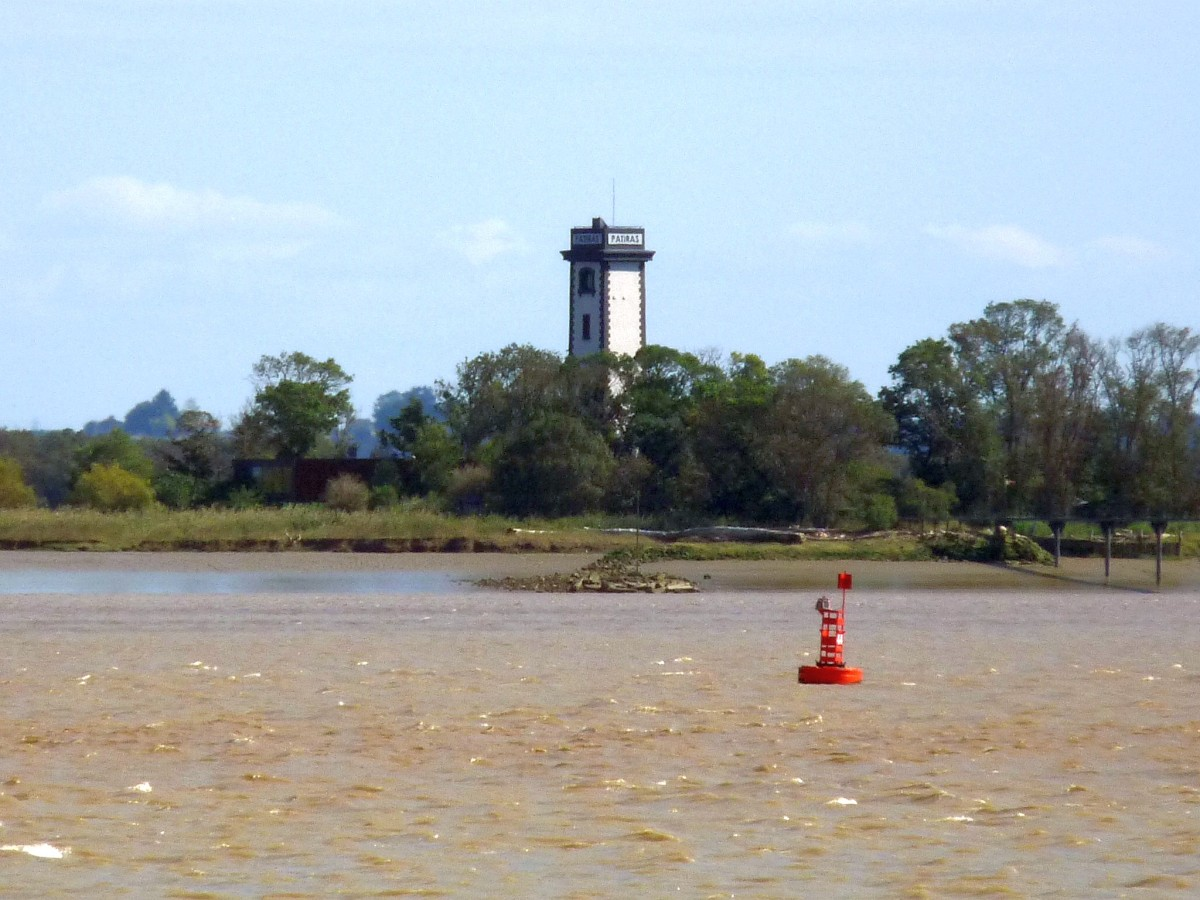
Leuchtturm von Patiras